# Hubert Zafke
Hubert Ernst Zafke (1920 – 2018) byl německý SS Unterscharführer, který za druhé světové války sloužil v nacistických koncentračních táborech Sachsenhausen, Neuengamme a Auschwitz-Birkenau.

## Život
Narodil se v rolnické rodině v Pomořansku. Žil v Schönau, kde vystudoval gymnázium a zemědělskou školu. V roce 1933 se stal členem Hitlerjugend a v roce 1939 vstoupil do SS a byl zařazen ke službě v Dachau. Za druhé světové války sloužil v několika dalších nacistických koncentračních táborech jako člen zdravotnického personálu. Po válce byl zatčen Brity a předán polské straně. V březnu 1948 byl odsouzen ke čtyřem letům odnětí svobody u Okresního soudu v Krakově za jako člen SS a za své skutky koncentračním táboře v Osvětim v jednom z procesů se členy posádky koncentračního tábora Osvětim-Birkenau.
Po propuštění z vězení, se usadil v Gnevkowe ve východním Německu. Zde se podílel na výrobě a prodeji zemědělských produktů a pesticidů. Oženil se a měl čtyři syny. Na začátku roku 2015 byl obviněn v soudním procesu krajského soudu v Neubrandenburgu na severovýchodě Německa za napomáhání při vraždě 3681 lidí v plynových komorách v Osvětimi-Birkenau během své služby v koncentračním táboře.